# Monte Alegre dos Campos
Monte Alegre dos Campos è un comune del Brasile nello Stato del Rio Grande do Sul, parte della mesoregione del Nordeste Rio-Grandense e della microregione di Vacaria.